# Denkendorf (Badenia-Wirtembergia)
Denkendorf – miejscowość i gmina w Niemczech, w kraju związkowym Badenia-Wirtembergia, w rejencji Stuttgart, w regionie Stuttgart, w powiecie Esslingen. leży ok. 5 km na południe od Esslingen am Neckar, nad Neckarem, przy autostradzie A8.